# Station Kyotanabe
Station Kyōtanabe   (京田辺駅,  Kyōtanabe-eki) is een spoorwegstation in de Japanse stad Kyōtanabe. Het wordt aangedaan door de Gakkentoshi-lijn. Het station heeft drie sporen, gelegen aan één zijperron en één eilandperron.

## Treindienst

### JR West
| 1 | ■ Gakkentoshi-lijn | richting Shijōnawate en Kyōbashi |
| 2 | ■ Gakkentoshi-lijn | richting Kizu                    |
| 3 | ■ Gakkentoshi-lijn | beide richtingen                 |

## Geschiedenis
Het station werd geopend in 1898 geopend als station Tanabe. In 1997 werd de naam veranderd in Kyōtanabe en in 2002 werd het spoor verhoogd tot boven het maaiveld.

## Overig openbaar vervoer
Er vertrekken bussen van Keihan vanaf een bushalte voor het station. Daarnaast stoppen er ook bussen van het busnetwerk van Nara.

## Stationsomgeving
- Station Shin-Tanabe aan de Kintetsu Kioto-lijn
- Stadhuis van Kyōtanabe
- Centrale bibliotheek van Kyōtanabe
- Centraal ziekenhuis van Kyōtanabe
- Al Plaza (winkelcentrum):
  - McDonald's
- Ministop

Kizu · Nishi-Kizu · Hōsono · Shimokoma · JR Miyamaki · Dōshisha-mae · Kyōtanabe · Ōsumi · Matsuiyamate · Nagao · Fujisaka · Tsuda · Kawachi-Iwafune · Hoshida · Higashi-Neyagawa · Shinobugaoka · Shijōnawate · Nozaki · Suminodō · Kōnoikeshinden · Tokuan · Hanaten · Shigino · Kyōbashi